# Retta Palmer
Pour les articles homonymes, voir Palmer.
Retta Palmer est une actrice américaine qui eut une courte carrière principalement dans les films de Laurel et Hardy.

## Filmographie
Source principale de la filmographie :
- 1927 Mon neveu l’Écossais (Putting Pants on Philip) de Clyde Bruckman (CM) : figuration
- 1928 Barnum & Ringling, Inc. (en) de Robert A. McGowan (CM) : Lobby Guest
- 1928 La Minute de vérité (Their Purple Moment) de James Parrott et Fred Guiol (CM) : une cliente du Pink Pub (non créditée)
- 1928 V'là la flotte (Two Tars) de James Parrott (CM) : une automobiliste
- 1929 Election Day de Robert A. McGowan (CM) : Lady in town
- 1929 Œil pour œil (Big Business) de James W. Horne et Leo McCarey (CM) : une voisine (non créditée)
- 1929 Derrière les barreaux (The Hoose-Gow) de James Parrott (CM) : une invitée à la fête
- 1930 Shivering Shakespeare de Robert A. McGowan (CM) : femme dans le public
- 1930 En dessous de zéro (Below Zero / Tiembla y Titubea) de James Parrott (CM) (CM) : Woman Leaving Window (non créditée)
- 1931 Laurel et Hardy campeurs (One Good Turn) de James W. Horne (CM) : Figuration (non créditée)